# Elaphoglossum stergiosii
Elaphoglossum stergiosii är en träjonväxtart som beskrevs av John T. Mickel. Elaphoglossum stergiosii ingår i släktet Elaphoglossum och familjen Dryopteridaceae. Inga underarter finns listade.